# KA Akureyri
Knattspyrnufélag Akureyrar er en islandsk fodboldklub hjemmehørende i Akureyri. De spiller i den islanske liga Pepsideild.
| Fodbold | Spire Denne artikel om en fodboldklub er en spire som bør udbygges. Du er velkommen til at hjælpe Wikipedia ved at udvide den. |